# False Idol
False Idol è il sesto album in studio del gruppo musicale statunitense Veil of Maya, pubblicato nel 2017.

## Tracce
1. Lull (instrumental) – 0:37
2. Fracture – 3:14
3. Doublespeak – 4:12
4. Overthrow – 3:55
5. Whistleblower – 3:27
6. Echo Chamber – 4:10
7. Pool Spray – 3:29
8. Graymail – 3:42
9. Manichee – 3:12
10. Citadel – 3:41
11. Follow Me – 3:26
12. Tyrant – 2:48
13. Livestream – 4:05

## Formazione
- Lukas Magyar – voce
- Marc Okubo – chitarra, programmazione
- Sammy Applebaum – batteria
- Danny Hauser – basso